# 卡勒施滕
卡勒施滕是奥地利蒂罗尔州伊姆斯特县的一个市镇。总面积7.91平方公里，总人口684人，人口密度86.5人/平方公里（2012年）。